# Heidelberg (Duitsland)
Heidelberg is een Stadtkreis in het noordwesten van de Duitse deelstaat Baden-Württemberg. Op 31-12-2021 telde de stad 159.245 inwoners op een oppervlakte van 108,83 km². Heidelberg ligt overwegend aan de westelijke oever van de rivier de Neckar.
Heidelberg is vooral bekend als universiteitsstad en vanwege het historische centrum van de stad en het daarboven gelegen kasteel Schloss Heidelberg.

## Geschiedenis
Het gebied rond Heidelberg is al zeer lang bewoond. In 1196 werd de stad voor het eerst in officiële documenten genoemd. De Ruprecht-Karls-Universität, die in 1386 gesticht werd, is de oudste universiteit op het grondgebied van het tegenwoordige Duitsland. Vanaf de middeleeuwen tot 1720 was Heidelberg de residentie van de paltsgraaf aan de Rijn, een van de keurvorsten van het Heilige Roomse Rijk.
In 1563 werd de Heidelbergse Catechismus uitgegeven. Anton Praetorius, gereformeerde pastor, publiceerde in 1595 de oudste omschrijving van het Grote Vat van de Wijn in het Heidelbergse kasteel. De stad speelde een belangrijke rol in de eerste fase van de Dertigjarige Oorlog. In 1622 werd de stad veroverd door Johan t'Serclaes van Tilly. Heidelberg werd in 1689 (en opnieuw in 1693) veroverd en verwoest door de Fransen. In 1860 waren Robert Bunsen en Gustav Kirchhoff de grondleggers van de spectraalanalyse. Sinds 1933 is er een militaire begraafplaats.
Heidelberg is de grootste stad van Duitsland die ongeschonden uit de Tweede Wereldoorlog kwam en daardoor nog veel historische bebouwing heeft.
In Heidelberg werd na de Tweede Wereldoorlog een Amerikaanse legerbasis gestationeerd, die plaats bood aan rond 20.000 militairen en medewerkers. Van hieruit werden vanaf Goede Vrijdag 1945 alle Amerikaanse legereenheden in Europa geleid. Nadat in 2009 het Pentagon had besloten de basis op te heffen, was in 2013 deze verlaten. Een nieuwe bestemming voor het 180 hectare grote terrein met bebouwing werd gevonden door het in te richten voor de opvang van migranten in Duitsland. De voormalige Patton-kazerne werd ingericht voor de vestiging van nieuwe bedrijven, startups en pop-upwinkels. De nieuwste plannen zijn om het gebied te herinrichten voor de bouw van woningen met de bijbehorende infrastructuur.

## Cultuur

### Bezienswaardigheden

#### Musea
- Het kasteel Schloss Heidelberg
- Völkerkundemuseum
- Deutsches Apotheken-Museum
- Verpackungsmuseum
- Prinzhorn-Sammlung
- Carl Bosch Museum
- Kurpfälzisches Museum
- Antikenmuseum und Abguss-Sammlung

#### Kerken
- Heilige Geestkerk
- Jezuïetenkerk
- Verlosserkerk
- Sint-Annakerk
- Voorzienigheidskerk
- Petruskerk
- Sint-Bartholomeüskerk

#### Overige bezienswaardigheden
- Oude Brug (Karl-Theodor-Brücke)

### Vakantieroutes
Vakantieroutes in Heidelberg: Bergstraße, Bertha Benz Memorial Route, Burgenstraße (Casteel Route) en Straße der Demokratie.

## Sport
Heidelberg is, samen met Hannover één van de centra van het Rugby union in Duitsland. Maar liefst vier clubs zijn succesvol en wonnen al verscheidene landstitels: RG Heidelberg, SC Neuenheim, Heidelberger RK en TSV Handschuhsheim. Ook in de Rugby League heeft Heidelberg twee teams, Heidelberg Sharks en Rohrbach Hornets. 
Ook in het basket is de stad succesvol. USC Heidelberg werd al 9 keer landskampioen en is het tweede succesvolste team van het land. 
In 1890 werd een tennisclub opgericht in de stad die de oudste van Duitsland is. 
Zo succesvol de stad is in andere sporten, zo onsuccesvol is ze in het voetbal. Zelfs ten tijde dat het Duitse voetbal heel versnipperd was en honderden clubs in de hoogste klasse speelden slaagde enkel VfB Heidelberg erin om twee seizoenen in de lokale hoogste klasse te spelen. De stad wordt al jaren niet meer vertegenwoordigd in de nationale reeksen. 

## Media
Het plaatselijke dagblad van Heidelberg, de Rhein-Neckar-Zeitung, verschijnt sinds 5 september 1945. Het was na de Tweede Wereldoorlog de derde krant die van de geallieerden een licentie kreeg om te verschijnen. Een van de oprichters was de latere bondspresident Theodor Heuss.

## Partnersteden
|  | Montpellier, Frankrijk, sinds 1961         |
|  | Cambridge, Verenigd Koninkrijk, sinds 1965 |
|  | Rehovot, Israël, sinds 1983                |
|  | Simferopol, Oekraïne, sinds 1991           |
|  | Bautzen, Duitsland (Saksen), sinds 1991    |
|  | Kumamoto, Japan, sinds 1992                |

## Bekende personen uit Heidelberg

### Geboren
- Lodewijk IV van de Palts (1424-1449), keurvorst van de Palts
- Carl Philipp Fohr (1795-1818), kunstschilder
- Wilhelm Dittenberger (1840-1906), classicus en epigraficus
- Wilhelm Trübner (1851-1917), kunstschilder
- Friedrich Ebert (1871-1925), politicus van de SPD
- Ernst Jünger (1895-1998), schrijver en essayist
- Ernst Ruska (1906-1988), natuurkundige en Nobelprijswinnaar (1986)
- Rama VIII (1925-1946), latere koning van Thailand
- Brigitte Wawoe (1939-2025), Nederlands beeldend kunstenaar
- Theodor Hänsch (1941), natuurkundige (MPQ) en Nobelprijswinnaar (2005)
- Silvia Sommerlath (1943), latere koningin van Zweden
- Jackson Browne (1948), Amerikaans popzanger
- Günter Haritz (1948), wielrenner
- Wolfgang Ketterle (1957), natuurkundige (MIT) en Nobelprijswinnaar (2001)
- Richard Sammel (1960), acteur
- Christian Henn (1964), wielrenner
- Hans-Dieter Flick (1965), voetbaltrainer en voormalig profvoetballer
- David Moufang, (1966) danceproducer
- Bettina Zipp (1972), atlete
- Marco Haas (1975), electroartiest bekend als T.Raumschmiere
- Alexander Popp (1976), Brits-Duits tennisser
- Michael Fassbender (1977), Iers-Duits acteur
- Ken Duken (1979), acteur en filmregisseur
- Denis Gremelmayr (1981), tennisser
- Johannes Spors (1982), scout en voetbalbestuurder, sinds maart 2020 technisch directeur van Vitesse
- Kai Herdling (1984), voetballer
- Aytaç Sulu (1985), voetballer
- Nelson Piquet jr. (1985), autocoureur
- Ian Harding (1986), acteur
- Christoph Hemlein (1990), voetballer
- Lukas Rupp (1991), voetballer
- Ashley Wagner (1991), Amerikaans kunstschaatsster
- Laura Grasemann (1992), freestyleskiester
- Jonas Hofmann (1992), voetballer
- Malaika Mihambo (1994), atlete

### Overleden
- Elise Egloff (1821-1848), Zwitserse naaister en verkoopster
- Achilles Renaud (1819-1884), Zwitsers jurist en hoogleraar
- Albert Marth (1828-1897), astronoom
- George Patton (1885-1945), Amerikaans generaal
- Gustav Radbruch (1878-1949), rechtsgeleerde
- Hans-Georg Gadamer (1900-2002), filosoof
- Hans Jensen (1907-1973), kernfysicus en Nobelprijswinnaar

## Galerij

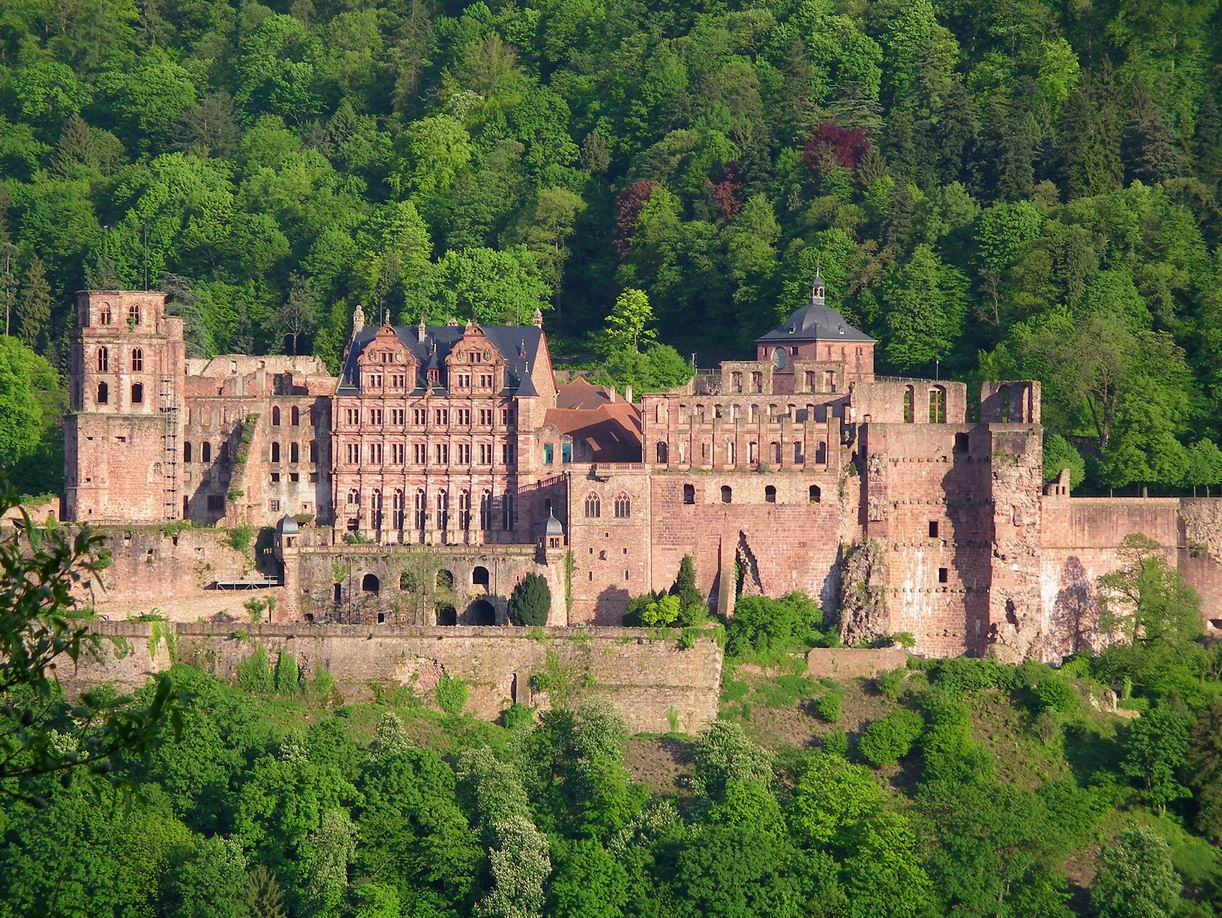
Het deels verwoeste Slot Heidelberg
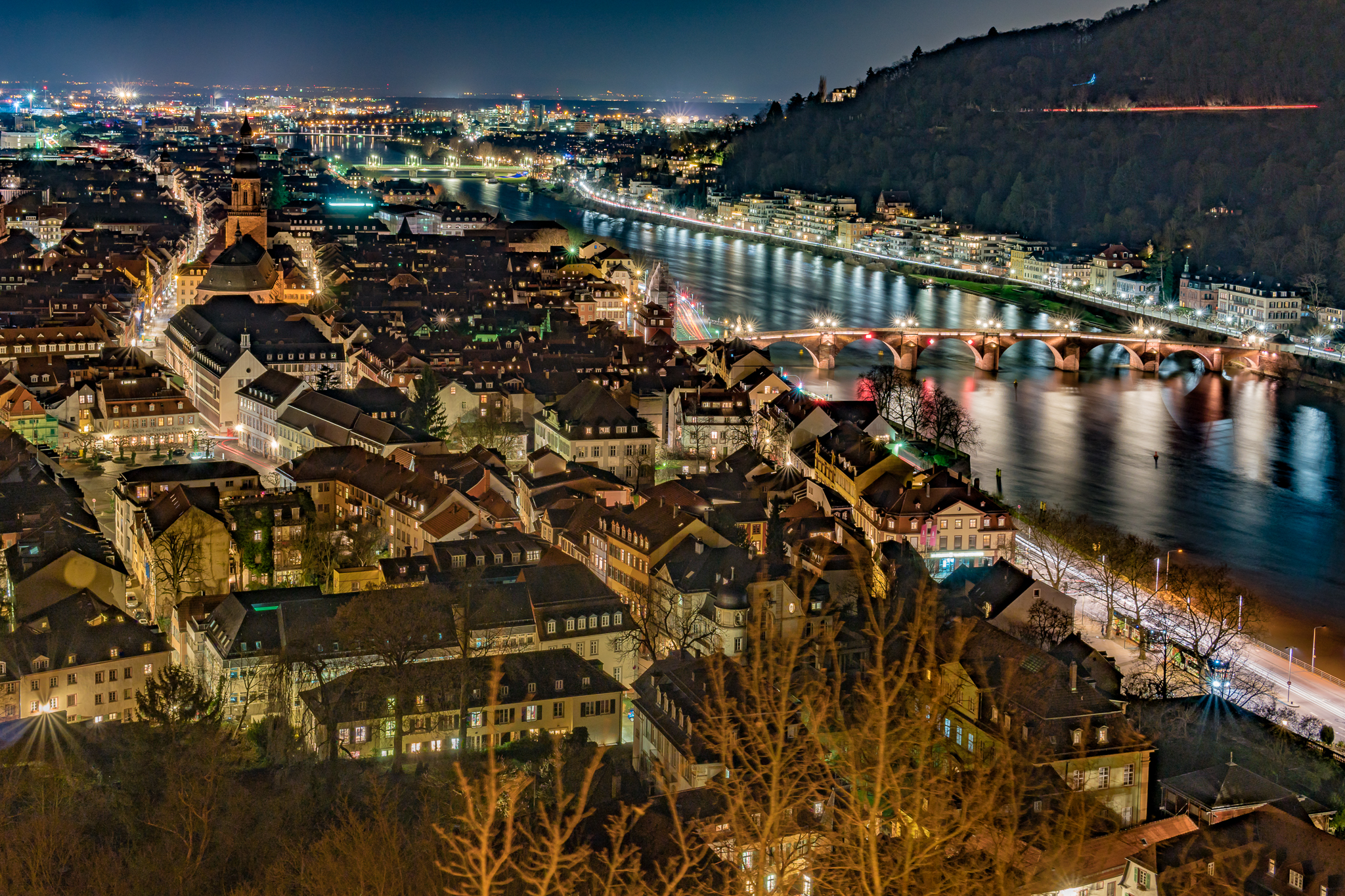
Uitzicht vanuit het kasteelpark op de oude stad
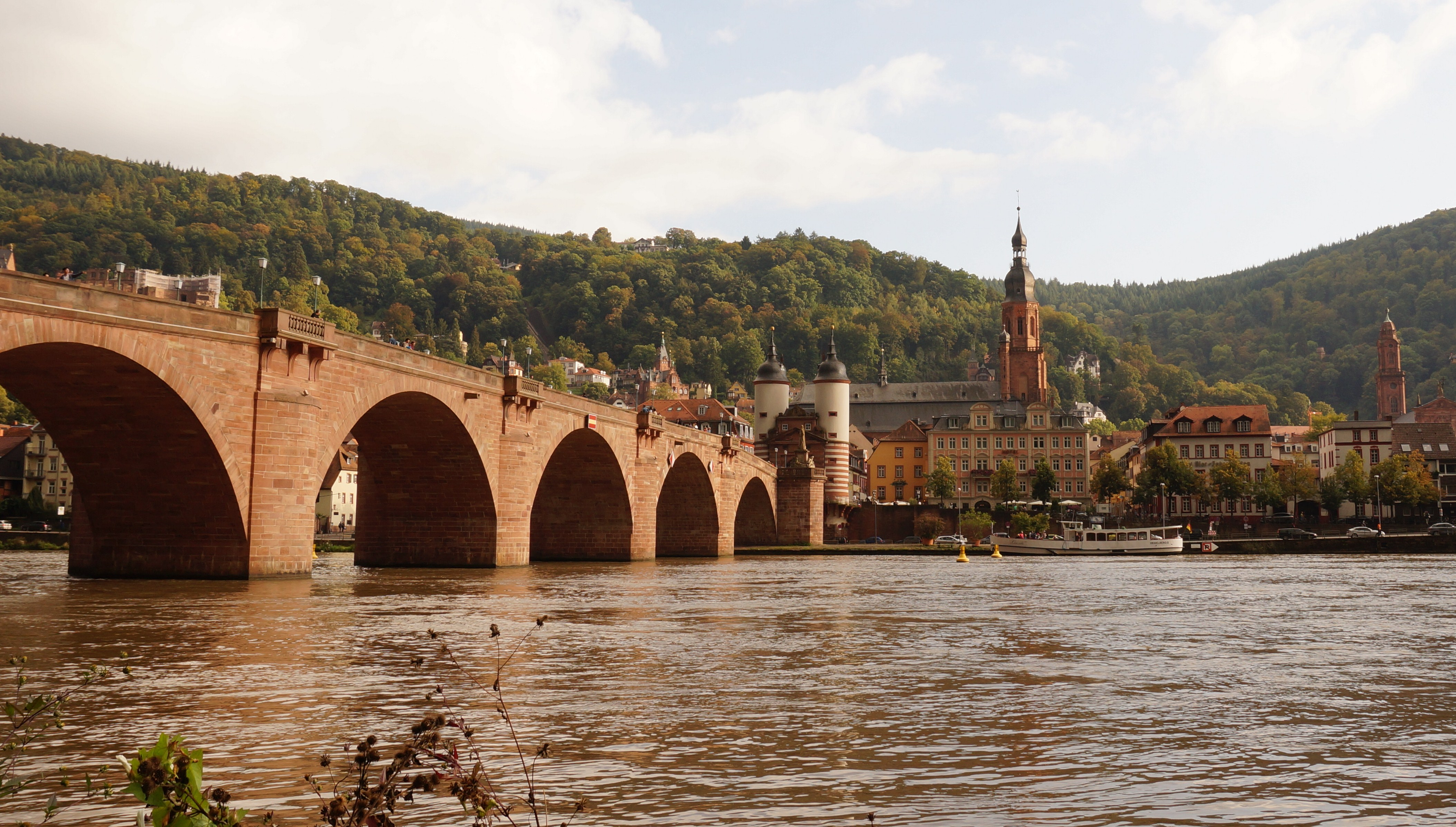
De Alte Brücke over de rivier de Neckar in Heidelberg
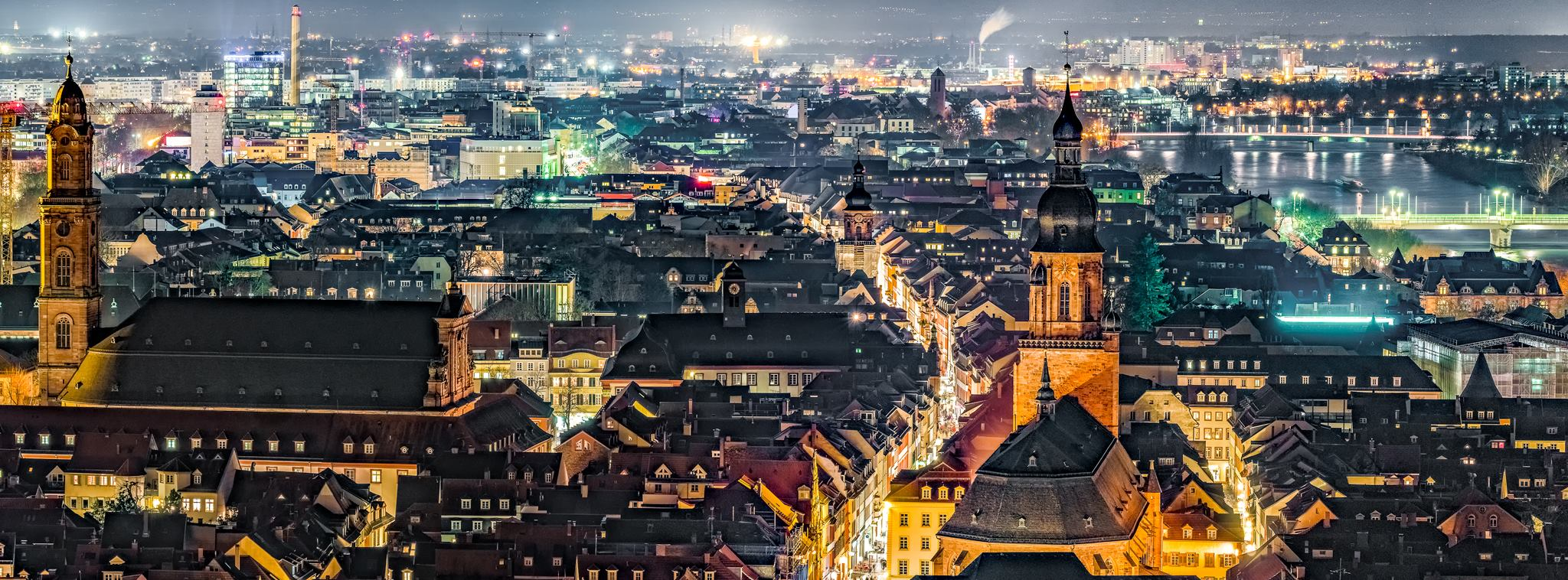
(Van links) De Jezuïetenkerk, de Voorzienigheidskerk en de Heilige Geestkerk in de oude binnenstad van Heidelberg

## Trivia
De uitdrukking Mijn naam is Haas, ik weet van niets gaat terug op een voorval in 1855 uit het leven van een student rechten uit Jena, dat plaatsvond te Heidelberg . Deze Victor Hase (1834-1860) had daar een andere student ontmoet, die in een duel iemand had doodgeschoten. Victor hielp deze man aan papieren, om het land uit te komen, door deze zijn studentenkaart uit te lenen. Toen de ander veilig in Frankrijk was aangekomen, gooide hij Victors identiteitsbewijs weg. Dit werd echter teruggevonden en naar Heidelberg opgestuurd. Tijdens het daarop volgende onderzoek zei Victor: "Mein Name ist Hase" (Mijn naam is Haas); dat was dus de waarheid. Daaraan voegde hij toe: "De algemene vragen ontken ik; ik weet van niets". Via de Universiteit van Heidelberg, waar de uitdrukking al gauw een gevleugeld woord was, verspreidde Mijn naam is Haas, ik weet van niets zich via universiteiten doorheen het Duitse en ook Nederlandse taalgebied. Het is tevens een eerste formulering van het zwijgrecht in het strafrecht. Hase promoveerde overigens in 1857 tot doctor in de rechten, ging vrijwillig in militaire dienst, maar werd in 1860 ernstig ziek en overleed.